# Tlaquepaque
Tlaquepaque es una localidad del estado mexicano de Jalisco. Es la cabecera del municipio de San Pedro Tlaquepaque.

## Demografía
| Censo | Población |
| ----- | --------- |
| 1900  | 4 346     |
| 1910  | 4 767     |
| 1921  | 5 327     |
| 1930  | 7 603     |
| 1940  | 11 486    |
| 1950  | 20 821    |
| 1960  | 37 626    |
| 1970  | 50 760    |
| 1980  | 133 500   |
| 1990  | 328 031   |
| 2000  | 458 674   |
| 2010  | 575 942   |
| 2020  | 650 123   |